# 中央食品 (大阪府)
中央食品株式会社（ちゅうおうしょくひん）は、大阪府大阪市中央区に本社をおく食品メーカー。
主に乾物、業務用・市販用の総菜の冷凍食品を扱い、会社ブランドのMaksland（マックスランド）として提供している。

## 沿革
- 1980年（昭和55年）5月 - 大阪市東区（現在の中央区）平野町5丁目に中央食品株式会社設立する。
- 1982年（昭和57年）3月 - 平野町3丁目に事務所移転する。
- 1992年（平成4年）1月 - 大阪市中央区南船場に事務所移転する。
- 1995年（平成7年）10月 - 大阪市此花区舞洲に本社移転。舞洲工場設立する。
- 2000年（平成12年）7月 - 上海連絡事務所を開設する。
- 2002年（平成14年）6月 - 舞洲工場をワースワン株式会社として独立させる。
- 2008年（平成20年）1月 - 現在の大阪市中央区島之内の本社に移転する。